# Erik van Lieshout
Erik van Lieshout (Deurne, NL, 1968) is een Nederlands beeldend kunstenaar.
Erik van Lieshout, wiens achtergrond in de schilderkunst ligt, is vooral bekend om zijn confronterende video-installaties en tekeningen. Zijn werk richt een humoristische, maar kritische schijnwerper op de hedendaagse sociale en politieke realiteit, evenals op de eigen aannames van idealisme en politiek engagement.Erik van Lieshout was van 1990-1992 deelnemer aan de Ateliers ’63 in Haarlem (de huidige De Ateliers Amsterdam). Hij wordt vertegenwoordigd door Anton Kern Gallery, New York; Annet Gelink Galerie, Amsterdam; Galerie Guido W. Baudach, Berlijn; Maureen Paley, Londen; Galerie Krinzinger, Wenen.
Op de Biënnale van Venetië 2003 nam hij deel aan de groepstentoonstelling 'We are the World', samengesteld door Rein Wolfs voor het Nederlandse Paviljoen.  Een selectie van eerdere solotentoonstellingen bevat René Daniëls, De Pont Tilburg samen met René Daniëls 2021, Three Social Works, South London Gallery, Londen 2017; Sündenbock (Scapegoat), Kunstverein Hannover, Hannover, 2017; Erik van Lieshout: The Show Must Ego On, WIELS Contemporary Art Centre, Brussel, 2016; Commission, MMK Museum für Moderne Kunst, Frankfurt, 2012; Erik makes Happy, BAWAG Contemporary, Vienna, 2011; How Can I Help You, Hayward Gallery Project Space, London, 2011; Recente groepstentoonstellingen zijn oa Ammodo Tiger Short Competition, International Film Festival Rotterdam, 2020; Stedelijk Base, videowerken uit de collectie met Michael Smith, Grayson Perry, Liza May Post, Erik van Lieshout en General Idea, Stedelijk Museum Amsterdam, 2020; Weil Ich Nun Mal Hier Lebe (Because I Live Here), Museum für Moderne Kunst, Frankfurt, 2018; Unfinished Conversations, New Work from the Collection, MoMA, New York 2017; Forming in the pupil of an eye, Kochi-Muziris Biennale, Kochi, Kerala 2016; Manifesta 10, The European Biennial of Contemporary Art, curator Kasper König, St. Petersburg, 2014 en The Encyclopedic Palace, curator Massimiliano Gioni, Biennale van Venetië, 2013.

## Erkenning
Zijn werken bevinden zich in de collectie van  MoMA New York, Stedelijk Museum Amsterdam, Centre Pompidou Paris, MMK Frankfurt, Lenbachhaus München, Hammer Museum Los Angeles, Walker Art Center Minneapolis, Albertina Vienna, en veel andere publieke en particuliere verzamelingen. 
Op 28 maart 2024 werd Erik van Lieshout benoemd tot lid van de Akademie van Kunsten.

### Prijzen
- Dr. A.H. Heinekenprijs voor de kunst (2018)[3]
- Main Award Kino der Künst, München (2017)
- Wolvecampprijs (2016)[4]
- De Tiger Award Short voor 'Janus' , IFFR (2013)
- Dolf Henkesprijs (2006)
- Jordaan-van Heek Prijs (2004)
- Prix de Rome, tweede prijs (1999)
- Wim Izaksprijs (1996)

## Publicaties
- 1996. Gijs Frieling, Erik van Lieshout, Beth Namenwirth. Sipke Huismans.
- 2002. Naughty by nature: not because I hate you. Erik van Lieshout, Catrin Backhaus, Groninger Museum.
- 2006. This can't go on (stay with me!). Museum Boijmans Van Beuningen (Rotterdam, Netherlands), Kunsthaus Zürich.
- 2007. Erik van Lieshout Ali Subotnick, Erik van Lieshout, UCLA at the Armand Hammer Museum of Art and Cultural Center (Los Angeles)